# Neofuturismo

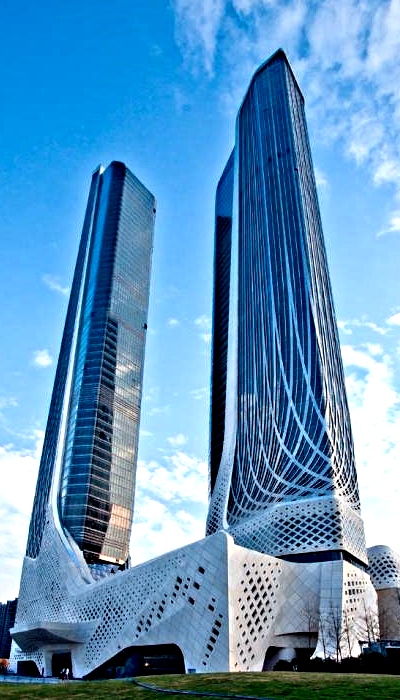
Nanjing International Youth Cultural Centre, un rascacielos neofuturista en Nanjing, China.

El neofuturismo es un movimiento artístico desde finales del siglo XX a principios del siglo XXI en las artes, el diseño y la arquitectura.
Descrito como un movimiento de vanguardia, así como un replanteamiento futurista del pensamiento detrás de la estética y la funcionalidad del diseño en ciudades en crecimiento, el movimiento tiene su origen en el trabajo expresionista estructural de arquitectos de mediados del siglo XX como Alvar Aalto y Buckminster Fuller.La arquitectura futurista comenzó en el siglo XX a partir de estilos como el art déco y más tarde con el movimiento Googie, así como la arquitectura de alta tecnología.

## Orígenes
Comenzando a fines de la década de 1960 y principios de la de 1970 por arquitectos como Buckminster Fuller y John Portman,el arquitecto y diseñador industrial Eero Saarinen,Archigram, un grupo arquitectónico de vanguardia (Peter Cook, Warren Chalk, Ron Herron, Dennis Crompton, Michael Webb, David Greene, Jan Kaplický y otros);se considera en parte una evolución de la arquitectura de alta tecnología, que desarrolla muchos de los mismos temas e ideas. Aunque nunca se construyó, el «Fun Palace» (1961), diseñado por el arquitecto Cedric Price como una "gigante máquina neofuturista", influenció a otros arquitectos, en particular a Richard Rogers y Renzo Piano, cuyo Centro Pompidou amplió muchos de las ideas de Price.

## Definición
El neofuturismo se revitalizó en parte en 2007 tras la publicación del Manifiesto de la ciudad neofuturista incluido en la candidatura presentada al Bureau International des Expositions (BIE) y escrito por diseñador de innovación Vito Di Bari (ex director ejecutivo de la UNESCO), para delinear su visión de la ciudad de Milán en el momento de la Expo Universal 2015. Di Bari definió su visión neofuturista como la "polinización cruzada de arte, tecnologías de punta y valores éticos combinados para crear una calidad de vida superior en general"; hizo referencia al Cuarto Pilar de la Teoría del Desarrollo Sostenible e informó que el nombre se había inspirado en el informe de las Naciones Unidas Nuestro Futuro Común.
Poco después del manifiesto de Di Bari, un colectivo en el Reino Unido llamado The Neo-Futurist Collective, lanzó su propia versión del manifiesto Neo-futurista, escrito por Rowena Easton, en las calles de Brighton el 20 de febrero de 2008, para conmemorar el 99 aniversario de la publicación del Manifiesto Futurista de FT Marinetti en 1909. La visión del colectivo sobre el neofuturismo fue muy diferente a la de Di Bari, en el sentido de que se centró en reconocer el legado de los futuristas italianos, así como en criticar nuestro estado actual de desesperación por el cambio climático y el sistema financiero. En su introducción a su manifiesto, The Neo-Futurist Collective señaló: “En una era de desesperación masiva sobre el estado del planeta y el sistema financiero, el legado futurista de optimismo por el poder de la tecnología que se une con la imaginación de la humanidad tiene un poderosa resonancia para nuestra era moderna”. Esto muestra una interpretación del neofuturismo que está más involucrada socialmente, una que habla directamente a sus seguidores en lugar de denotar ciertas perspectivas a través de acciones (por ejemplo, la elección de materiales ecológicos en la arquitectura neofuturista).
Jean-Louis Cohen ha definido el neofuturismo como un corolario de la tecnología, señalando que una gran cantidad de las estructuras construidas hoy en día son subproductos de nuevos materiales y conceptos sobre la función de las construcciones a gran escala en la sociedad. Etan J. Ilfeld escribió que en la estética neofuturista contemporánea "la máquina se convierte en un elemento integral del proceso creativo en sí mismo y genera la aparición de modos artísticos que habrían sido imposibles antes de la tecnología informática". La definición de Reyner Banham de "une architecture autre" es un llamado a una arquitectura que supere tecnológicamente a todas las arquitecturas anteriores pero que posea una forma expresiva, como dijo Banham sobre la "Ciudad computarizada enchufable de Archigram" neofuturista, la forma no tiene que seguir a la función hasta el olvido.
Matthew Phillips definió la estética neofuturista como una "manipulación del tiempo, el espacio y el sujeto en un contexto de innovación y dominación tecnológica, [que] plantea nuevos enfoques del futuro contrarios a los de las vanguardias pasadas y las filosofías tecnocráticas actuales". Esta definición concuerda con el trabajo de los arquitectos neofuturistas cuyo enfoque se sitúa en el contexto de la innovación tecnológica, pero no menciona la atención ecológica que se deriva del neofuturismo arquitectónico.

## En arte y arquitectura
El neofuturismo se inspiró en parte en el arquitecto futurista Antonio Sant'Elia y fue iniciado a principios de la década de 1960 y finales de la de 1970 por Hal Foster,con arquitectos como William Pereira,Charles Luckmany Henning Larsen.

## Arquitectos destacados
El relanzamiento del neofuturismo en el siglo XXI ha sido inspirado creativamente por la arquitecta ganadora del Premio Pritzker de Arquitectura Zaha Hadid y el arquitecto Santiago Calatrava.
Entre los arquitectos, diseñadores y artistas neofuturistas se encuentran personas como Denis Laming, Patrick Jouin,Yuima Nakazato, el artista Simon Stålenhag y la artista Charis Tsevis. El neofuturismo ha absorbido algunos temas e ideas arquitectónicos de alta tecnología, incorporando elementos de la industria y la tecnología de alta tecnología en el diseño de edificios: la tecnología y el contexto han sido un foco para algunos arquitectos como Buckminster Fuller, Norman Foster, Kenzo Tange, Renzo Piano y Richard Rogers.

## Galería

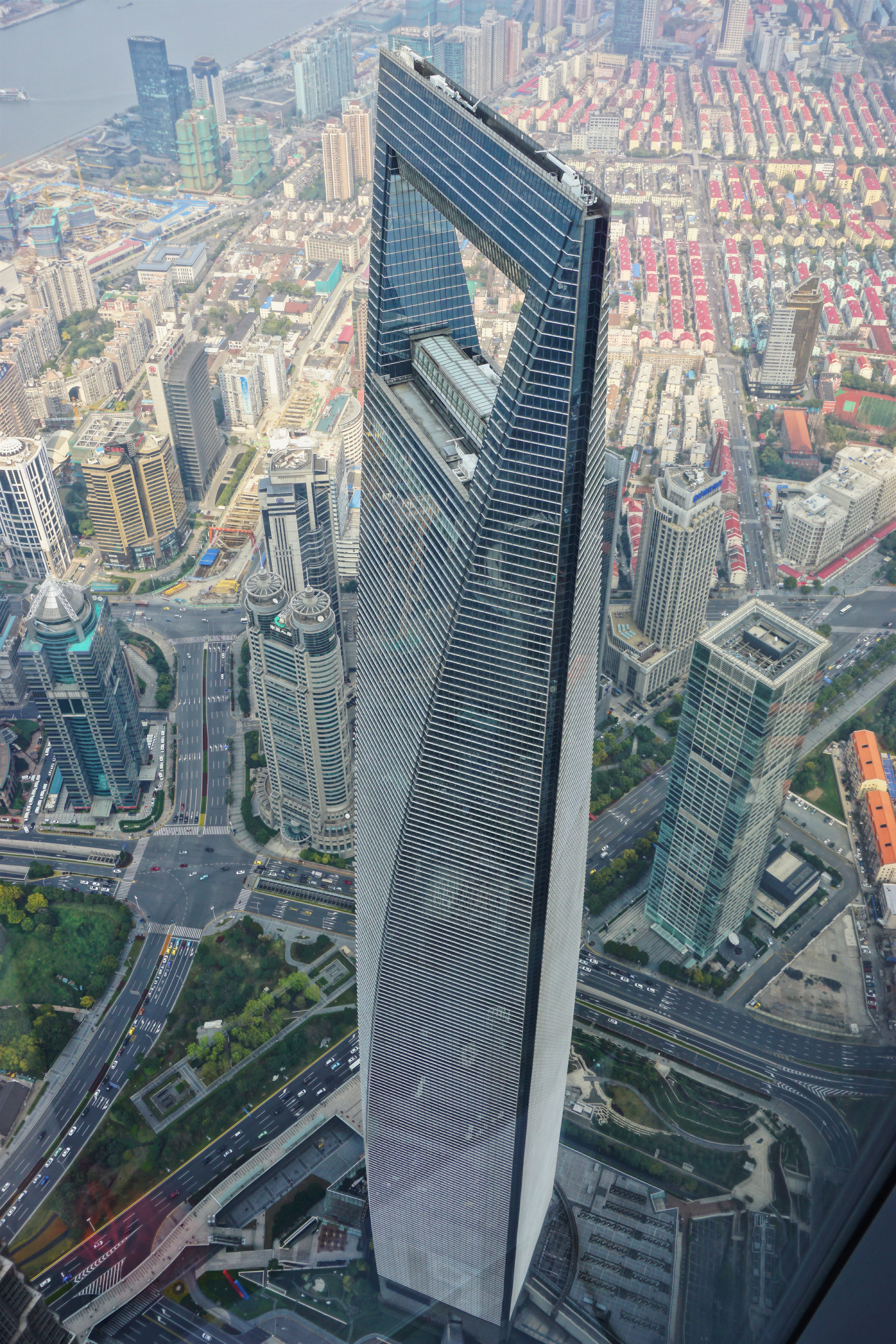
Shanghai World Financial Center por Kohn Pedersen Fox, 2008.
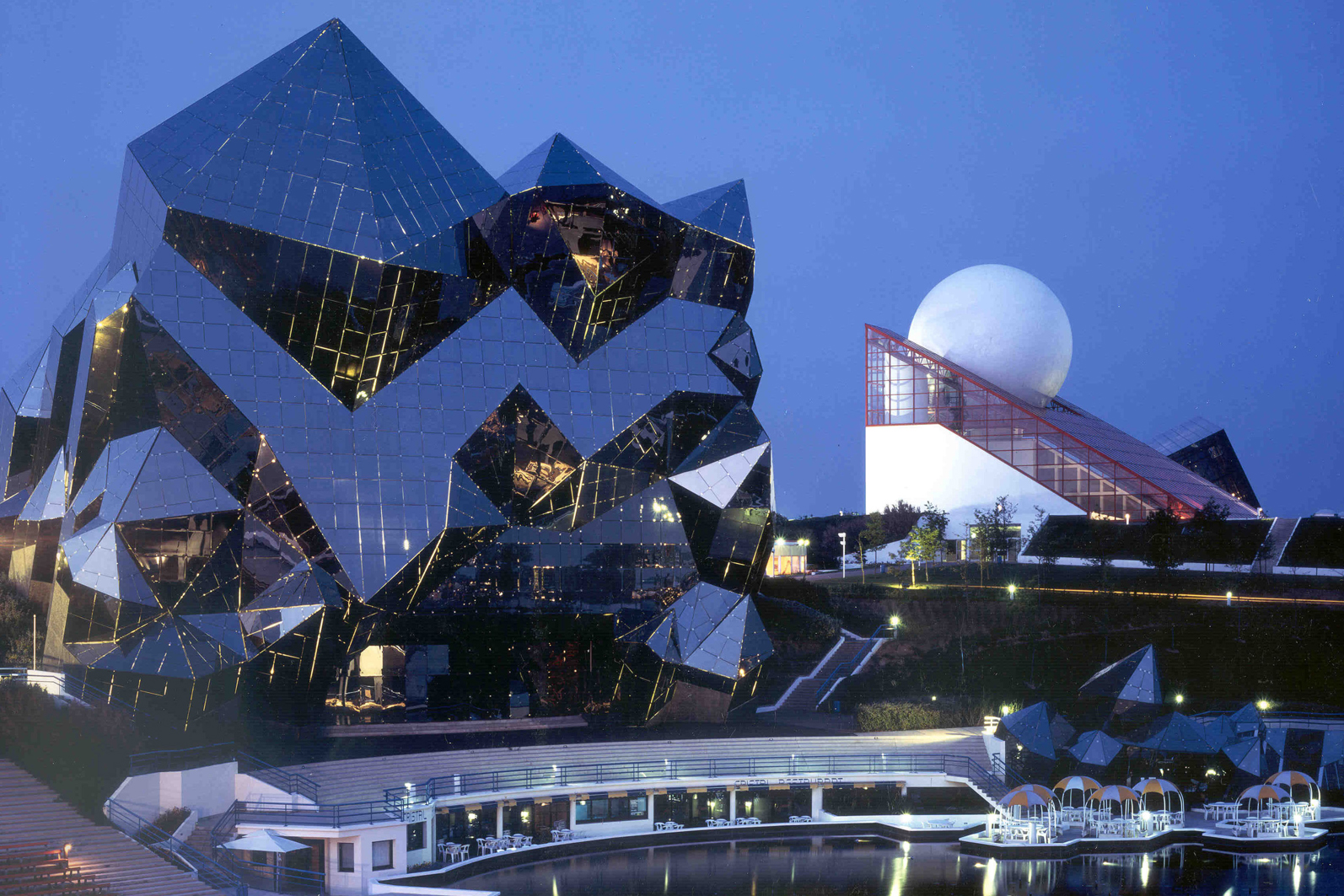
Los pabellones de Futuroscope en Poitiers por Denis Laming, 1984.
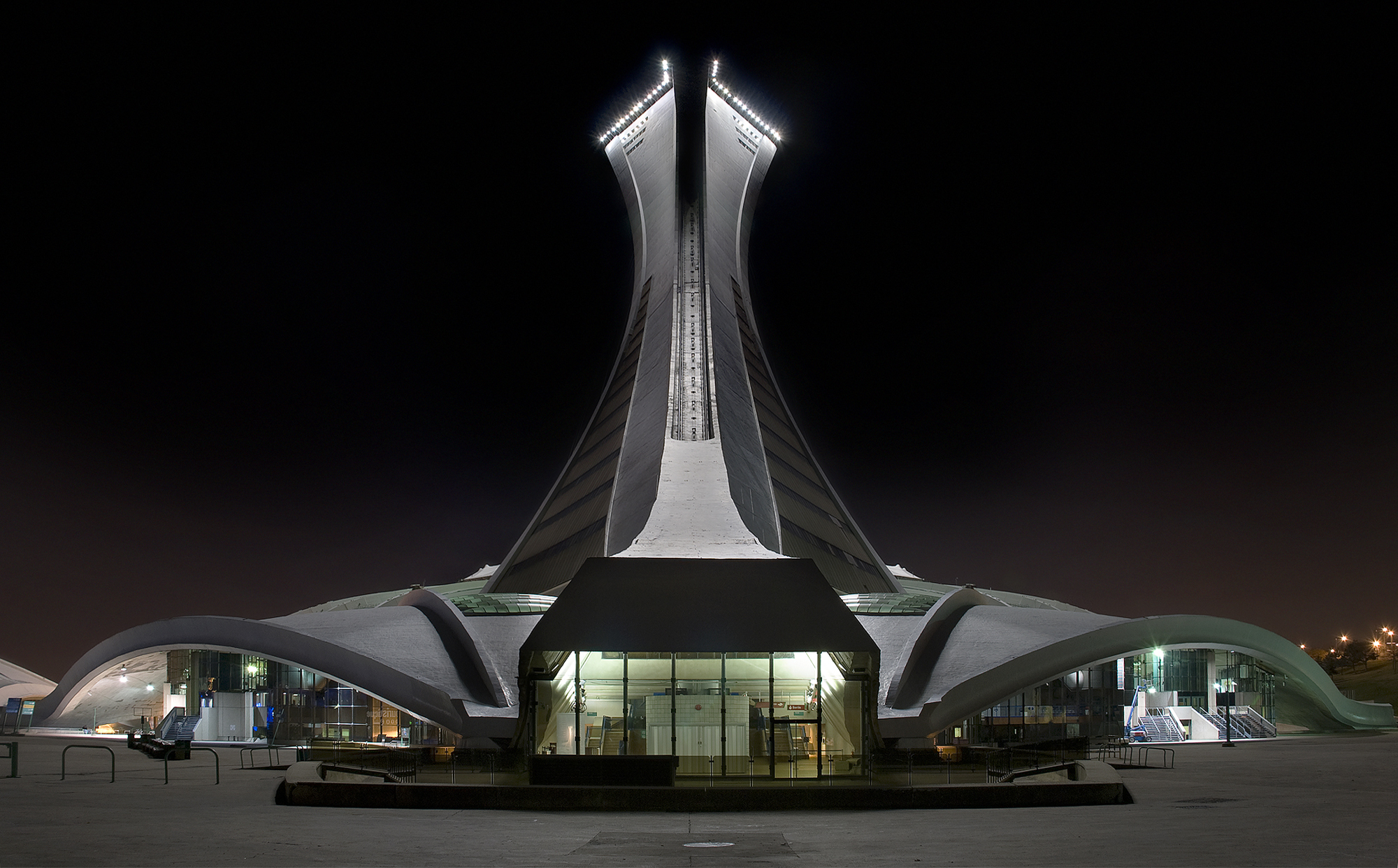
Tour de Montréal en Montreal por Roger Taillibert, 1987.
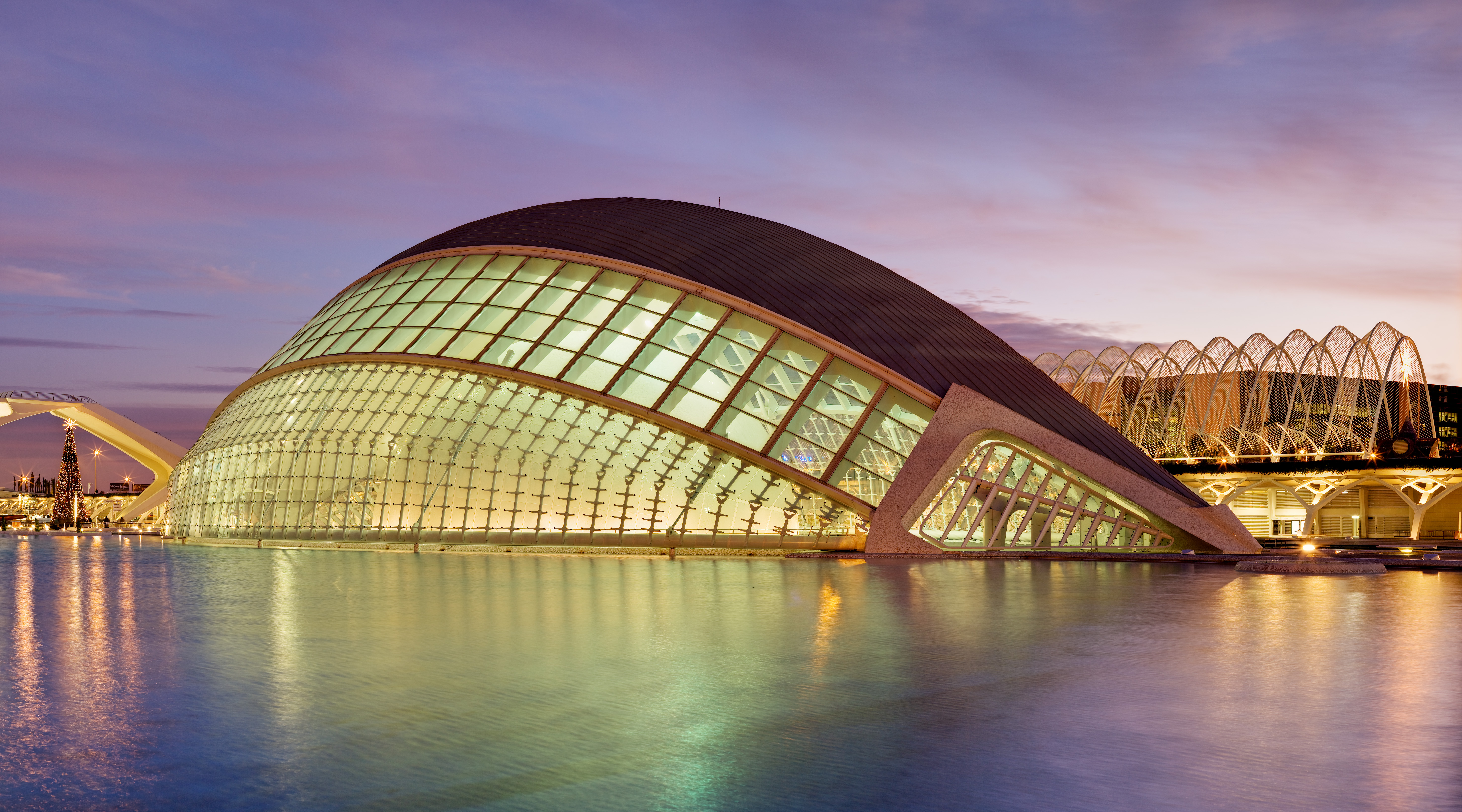
L'Hemisfèric en la Ciudad de las Artes y las Ciencias, Valencia por Santiago Calatrava, 1998.
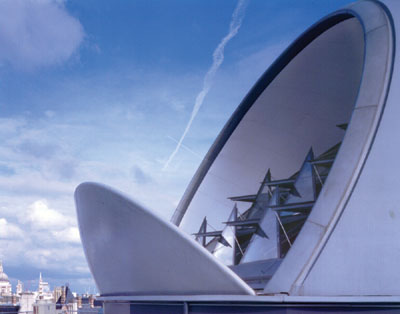
British Library of Political and Economic Science en Londres por Norman Foster, 2000.
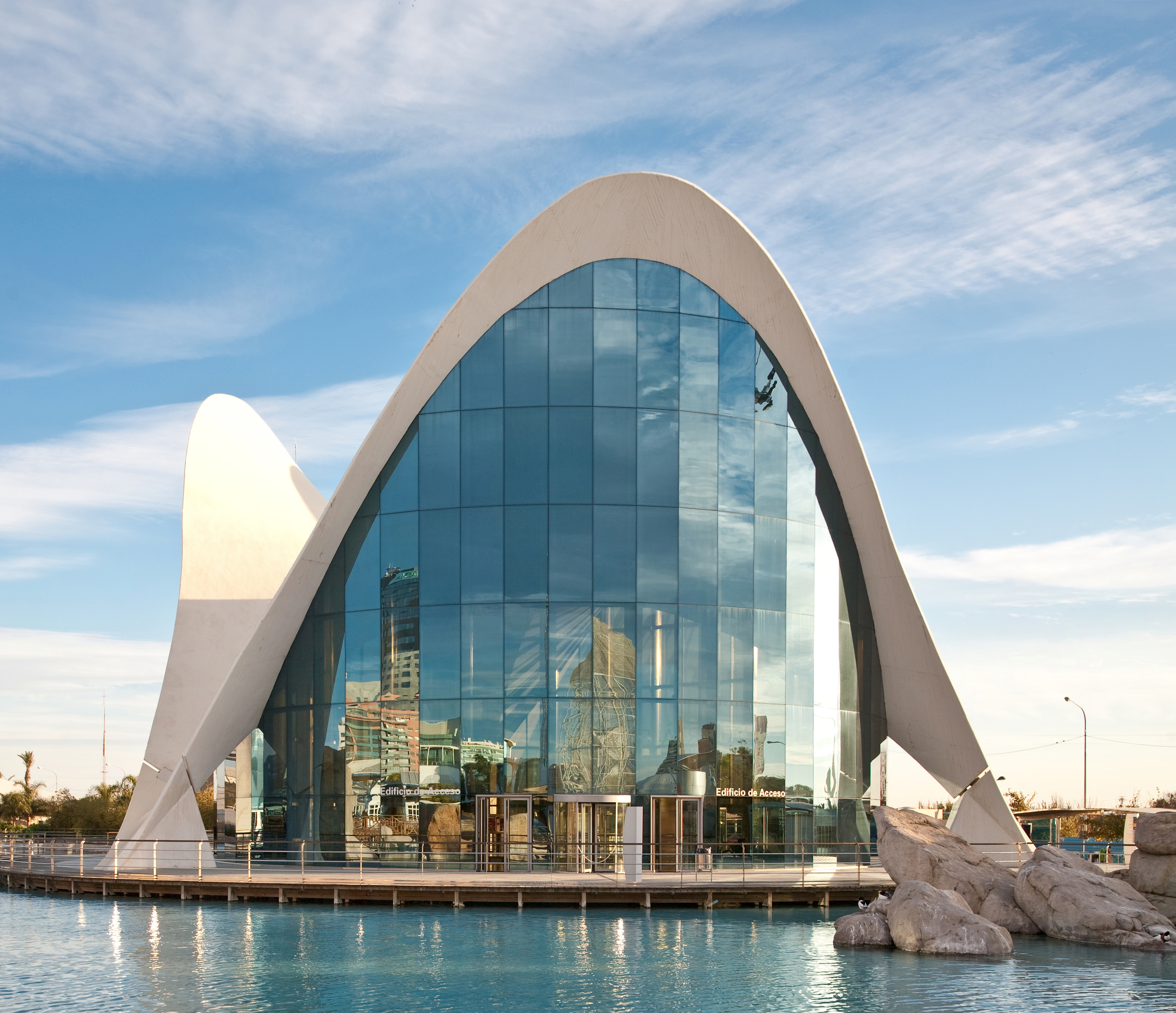
L'Oceanogràfic en la Ciudad de las Artes y las Ciencias, Valencia por Félix Candela, 2003.
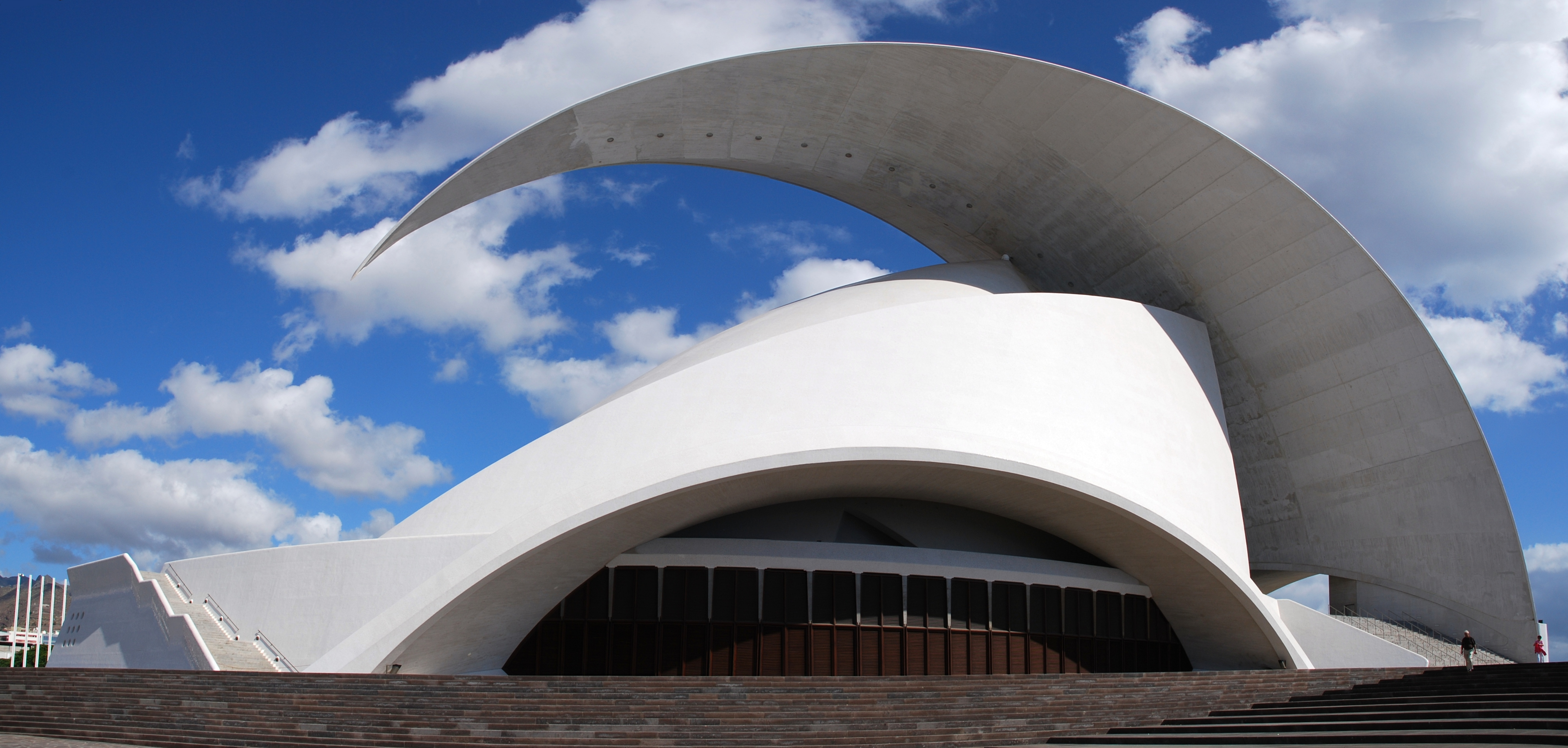
Auditorio de Tenerife en Santa Cruz de Tenerife por Santiago Calatrava, 2003.
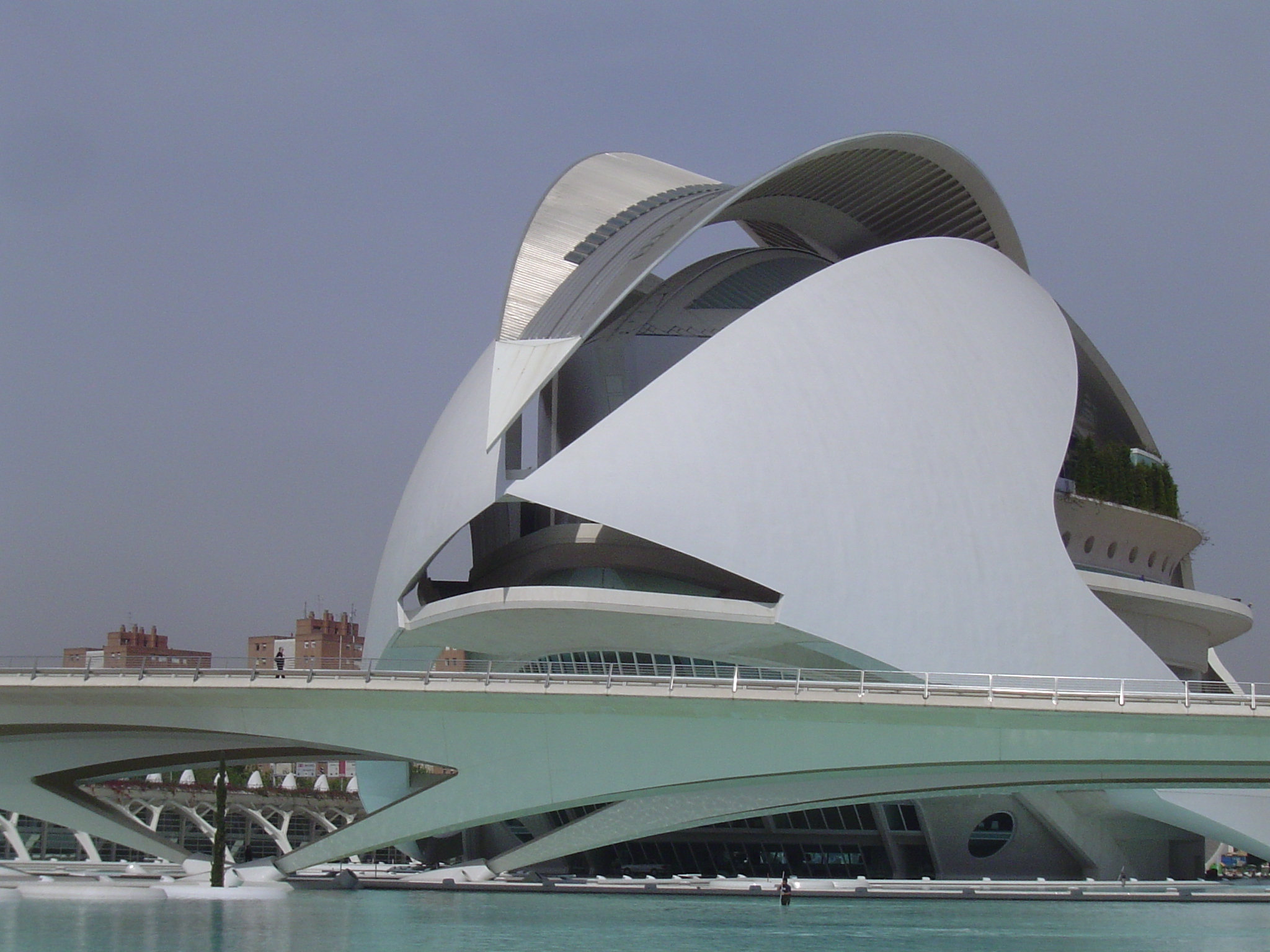
Palacio de las Artes Reina Sofía en la Ciudad de las Artes y las Ciencias, Valencia por Santiago Calatrava, 2005.
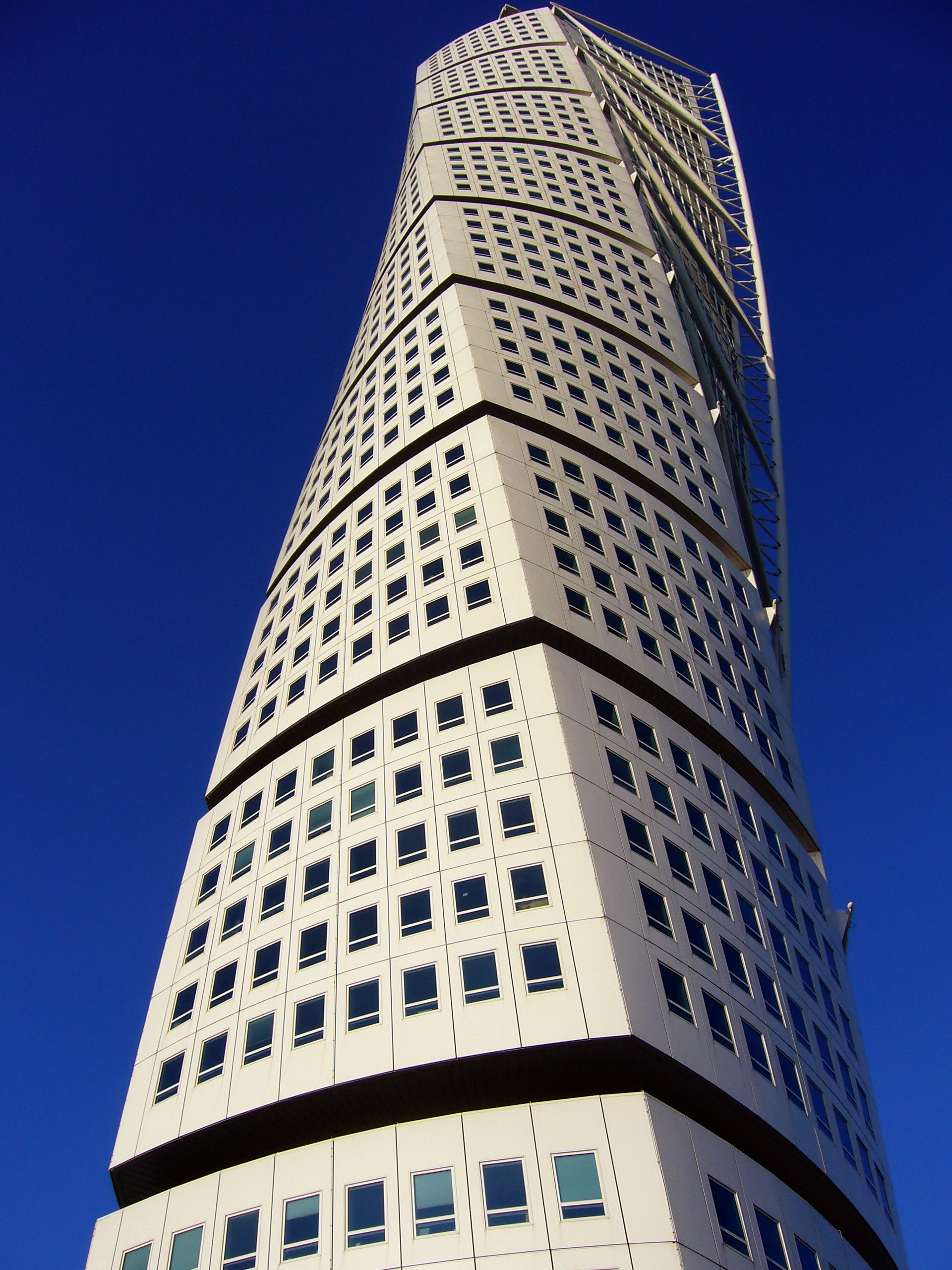
Turning Torso en Malmö por Santiago Calatrava, 2005.
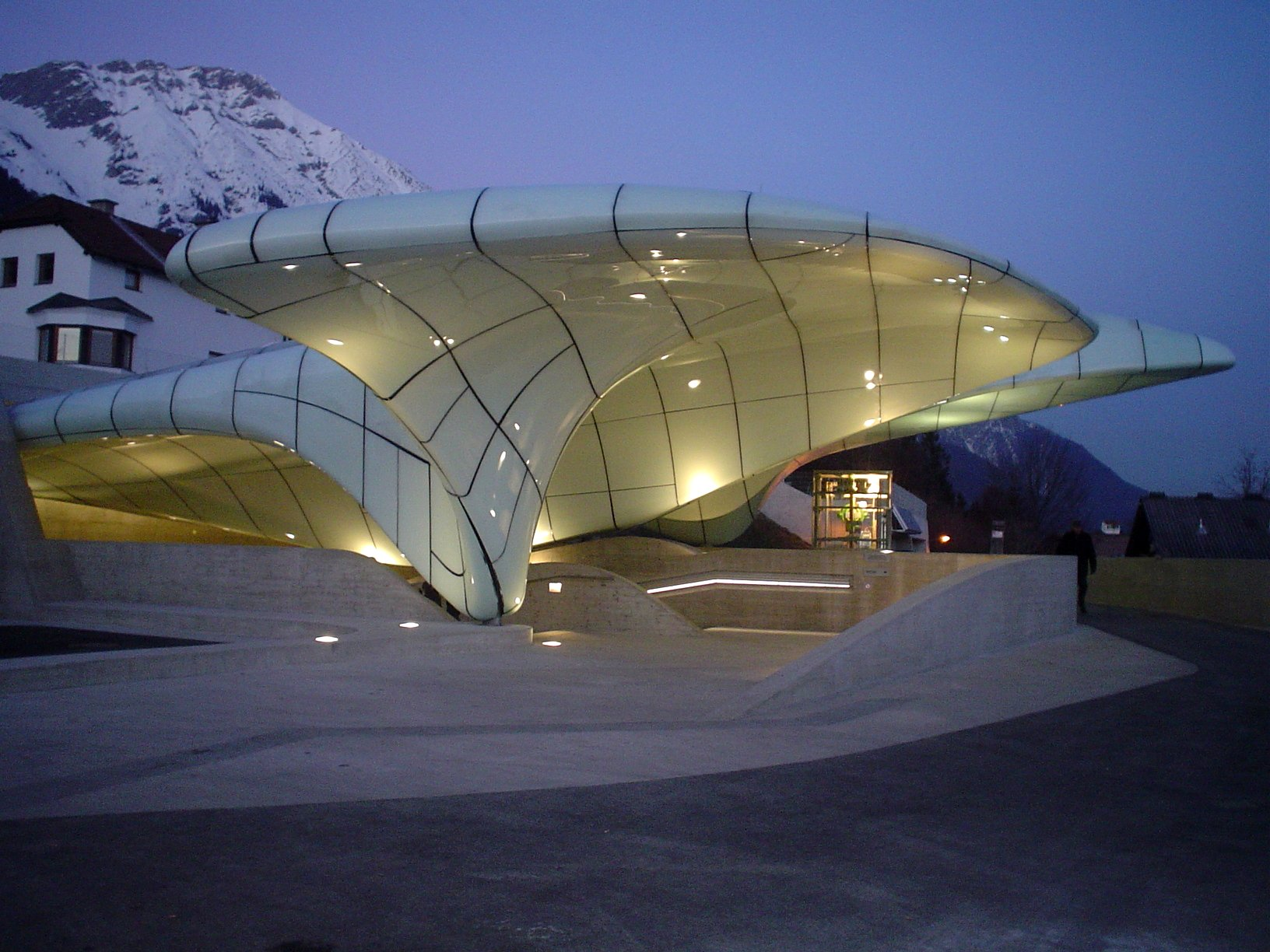
Estación de Hungerburgbahn en Innsbruck por Zaha Hadid, 2007.
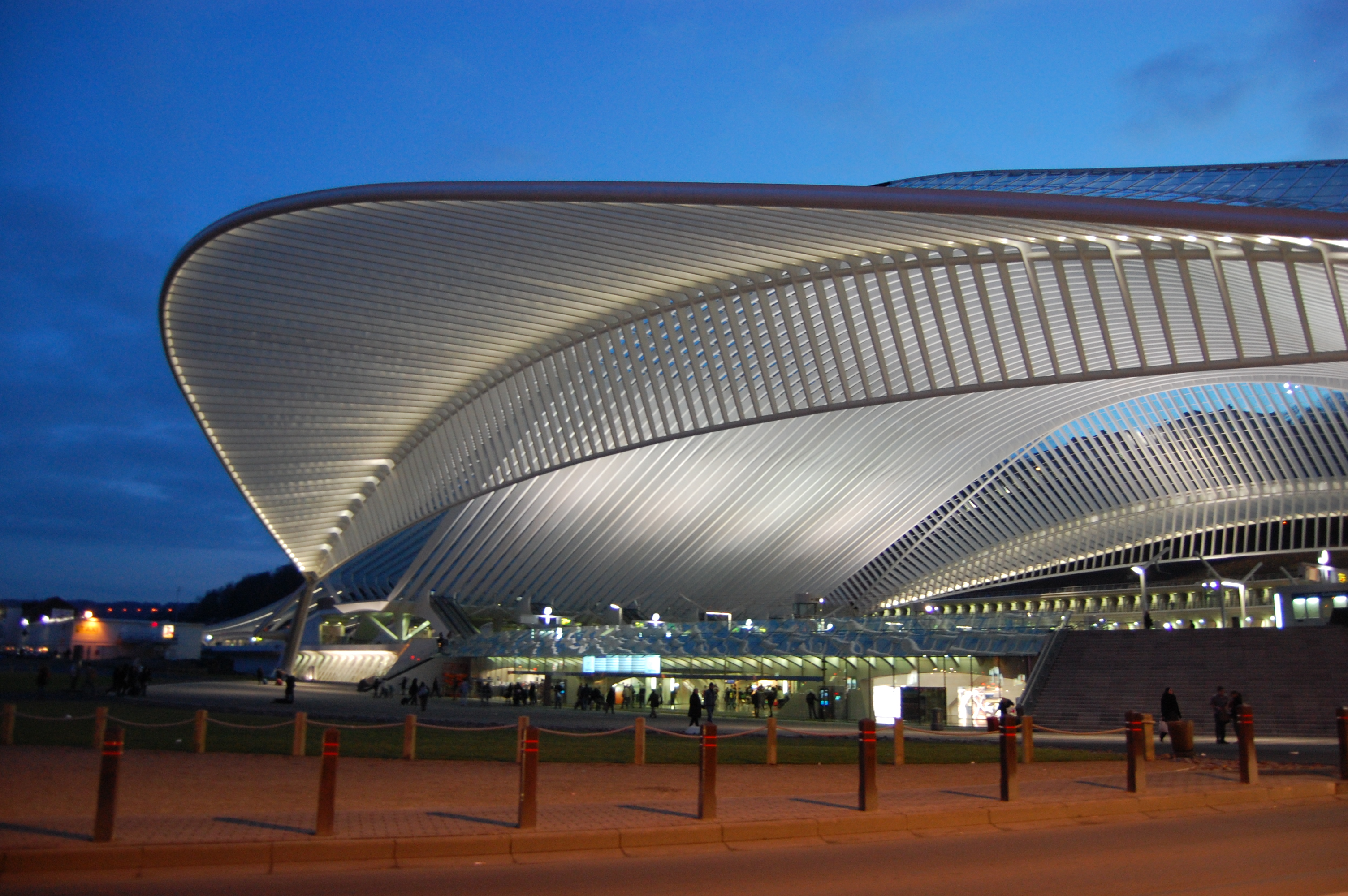
Estación de Liège-Guillemins en Liège por Santiago Calatrava, 2009.
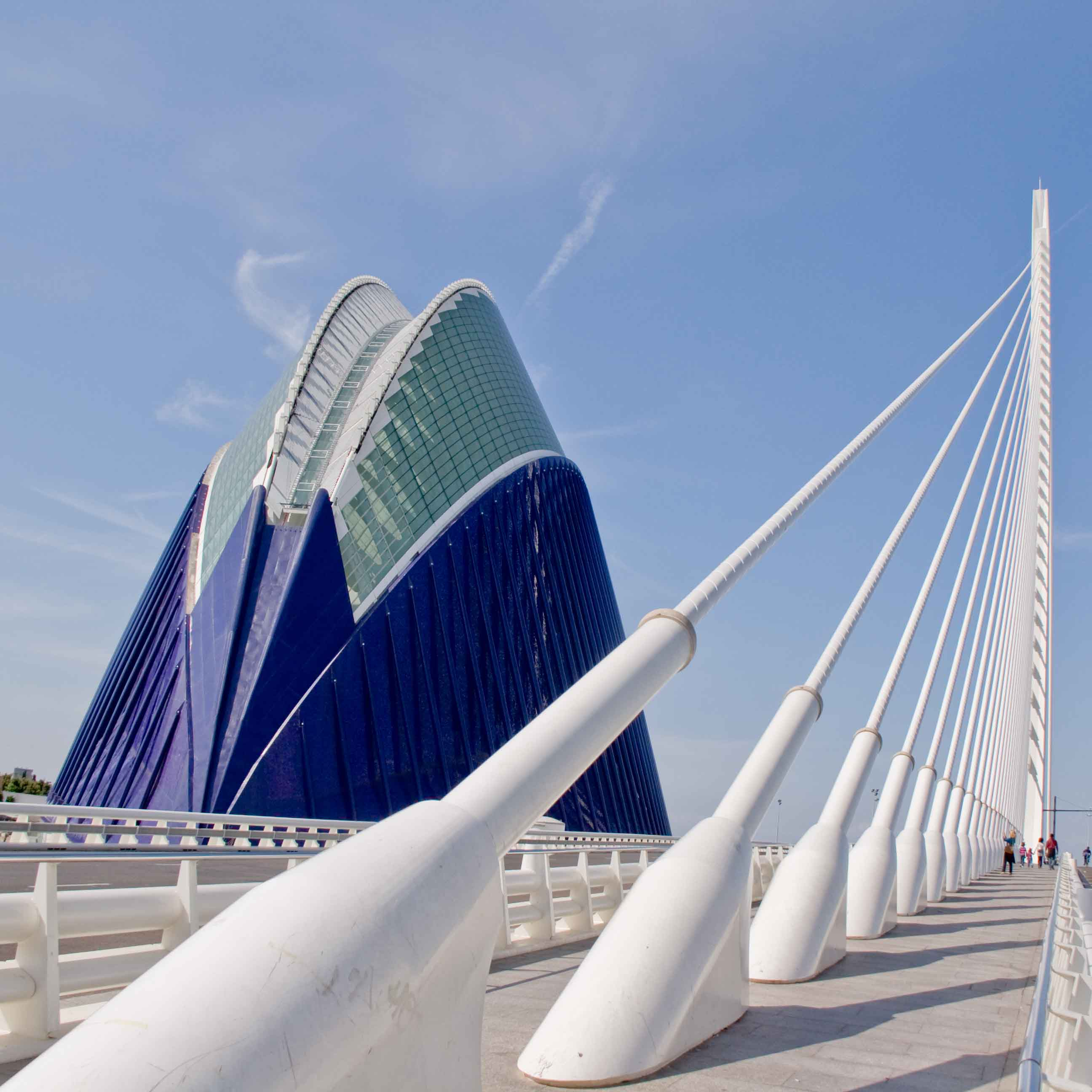
Ágora en la Ciudad de las Artes y las Ciencias, Valencia por Santiago Calatrava, 2009.
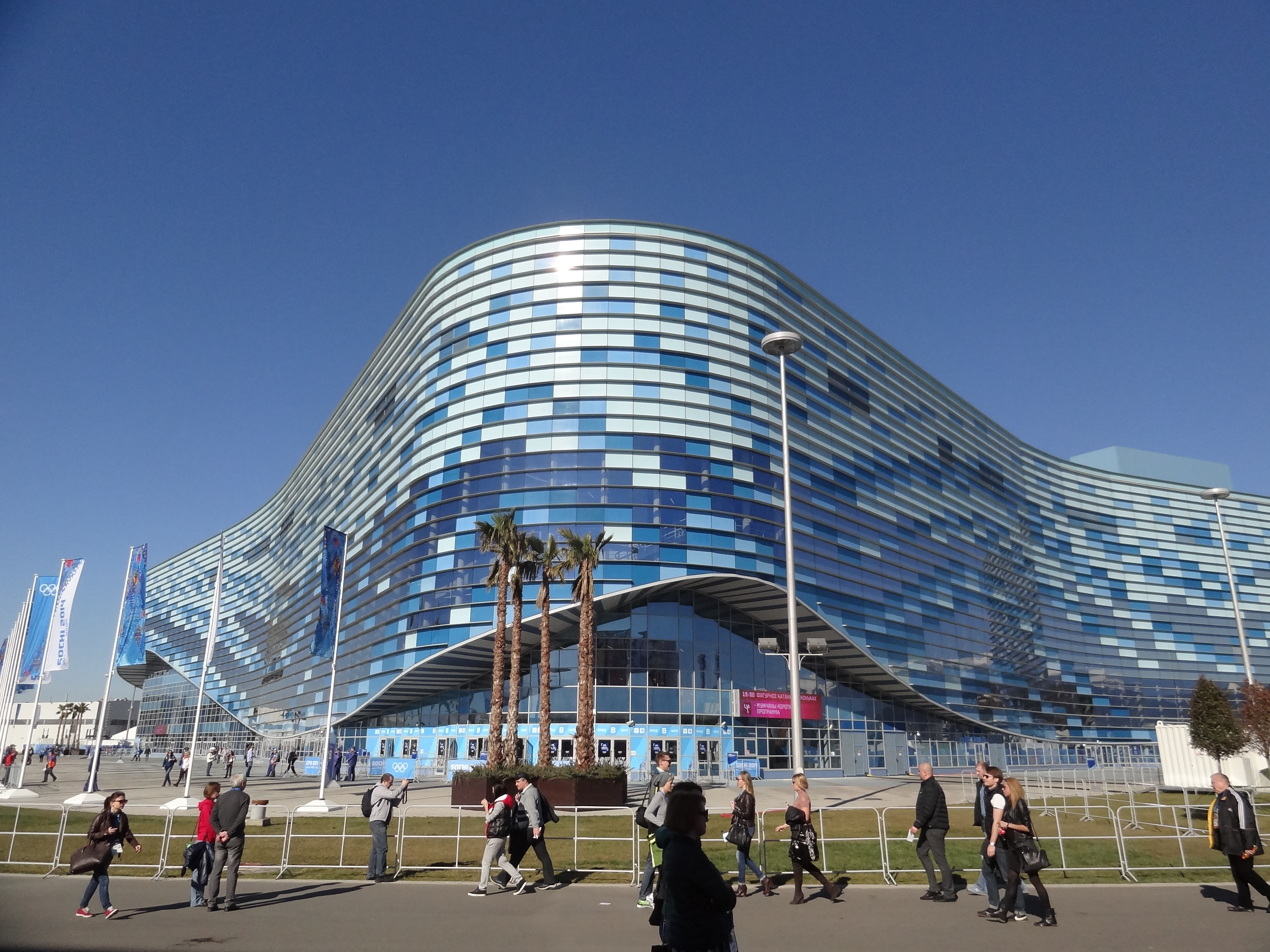
Iceberg Palace en Sochi por Andrey Bokov, 2012.
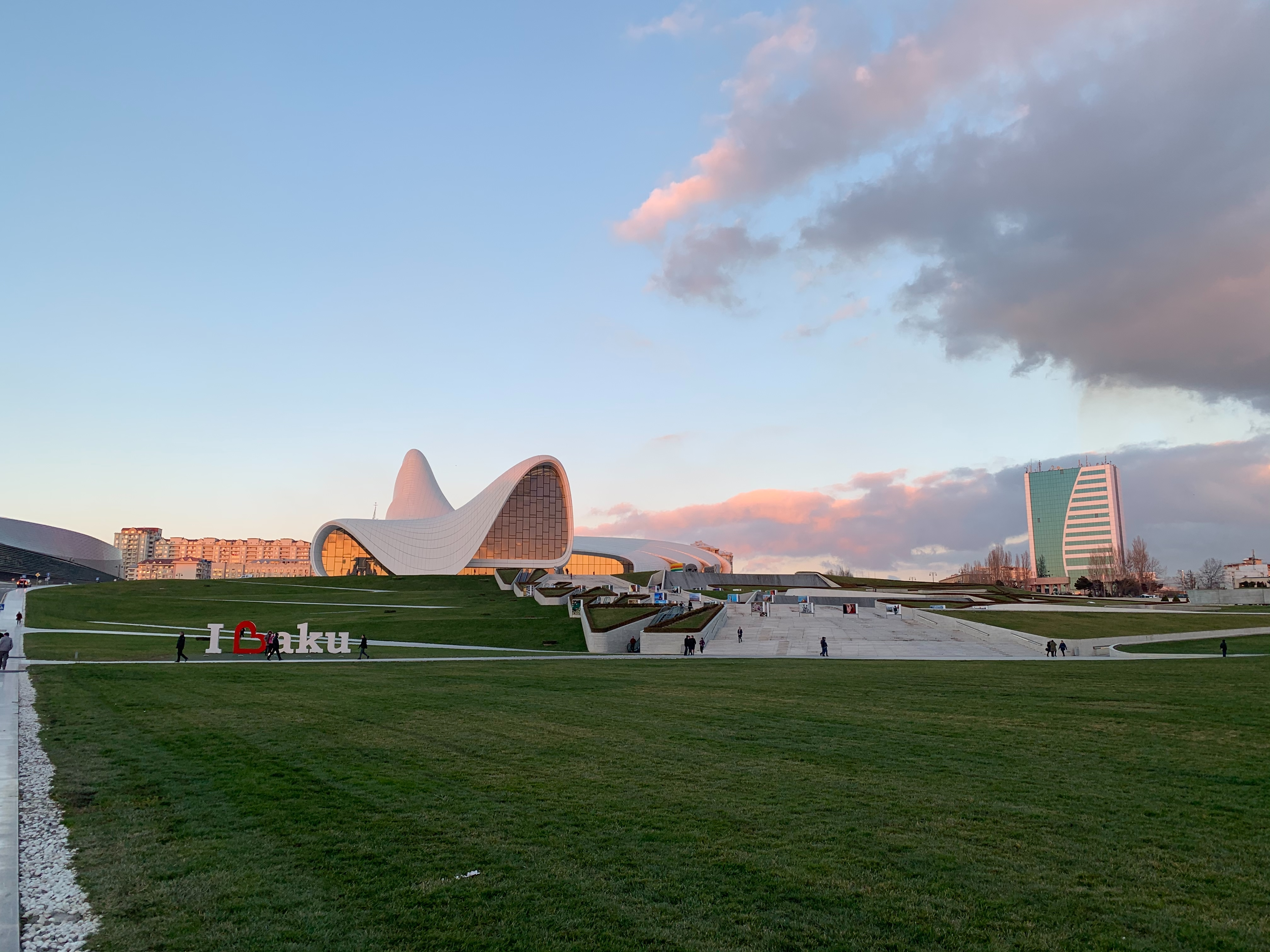
Centro Heydar Aliyev en Baku por Zaha Hadid, 2012.
The Shard en Londres por Renzo Piano, 2012.
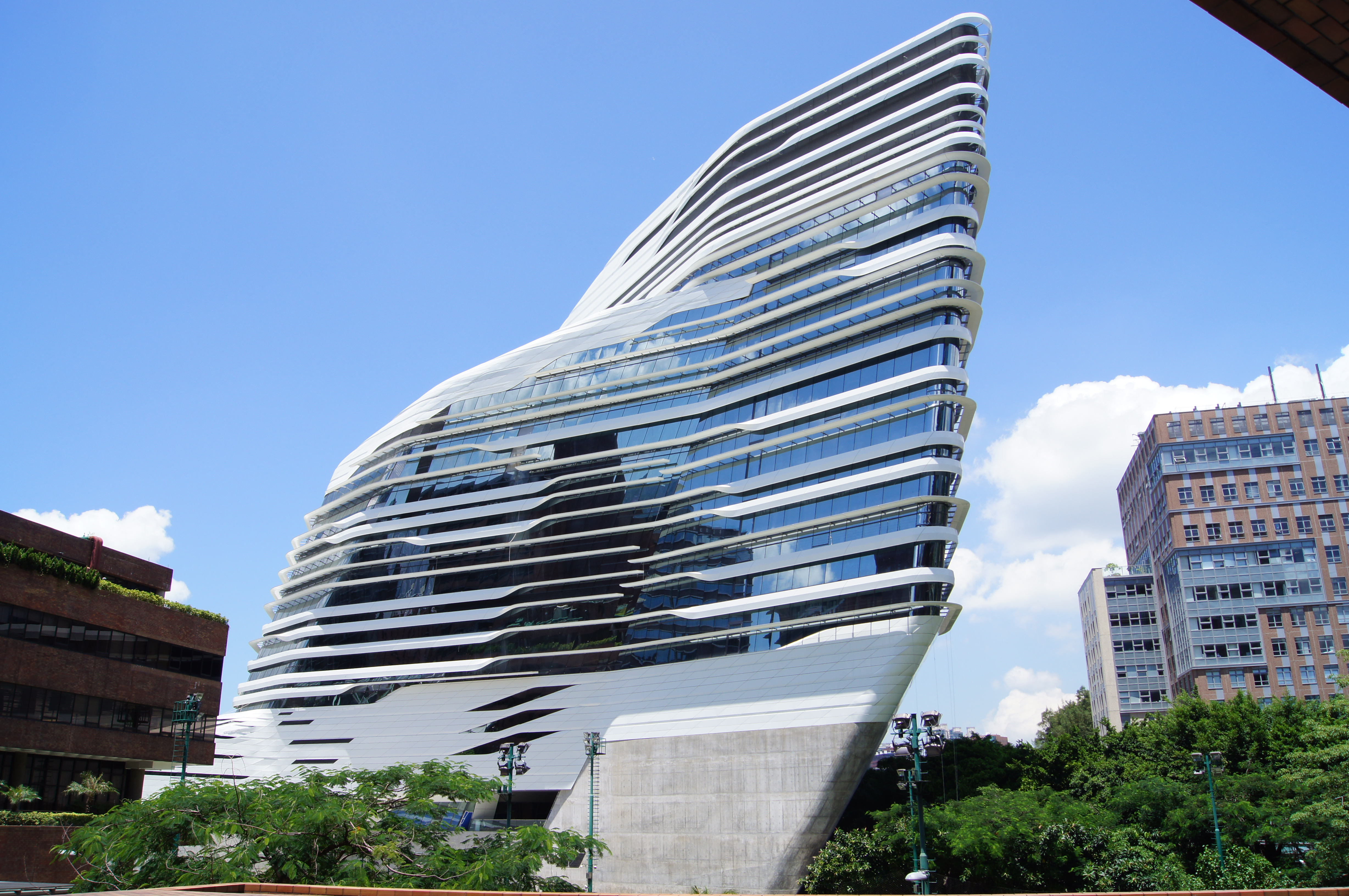
Jockey Club Innovation Tower en Hong Kong por Zaha Hadid, 2013.
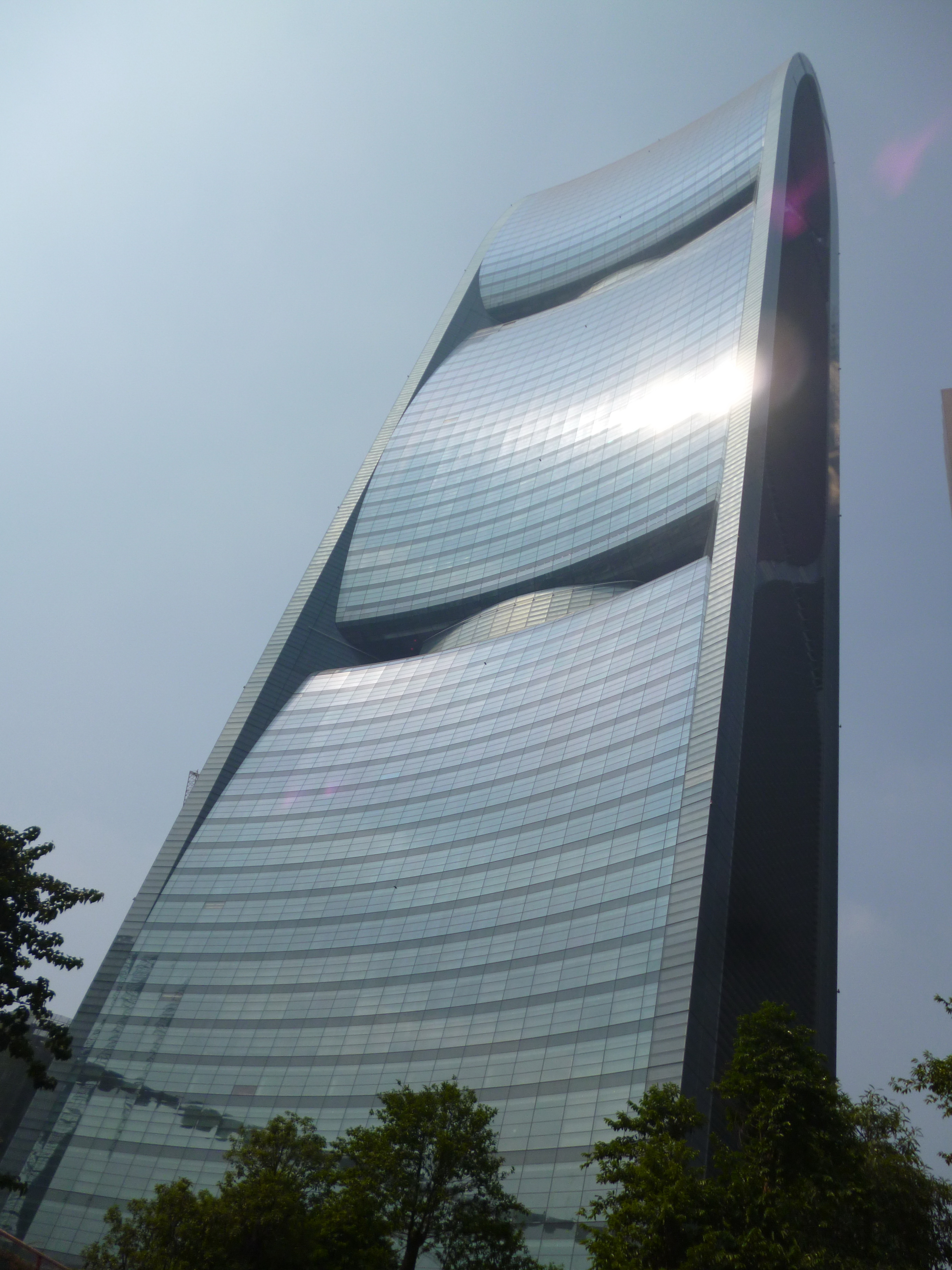
Pearl River Tower por Skidmore, Owings & Merrill (2013).
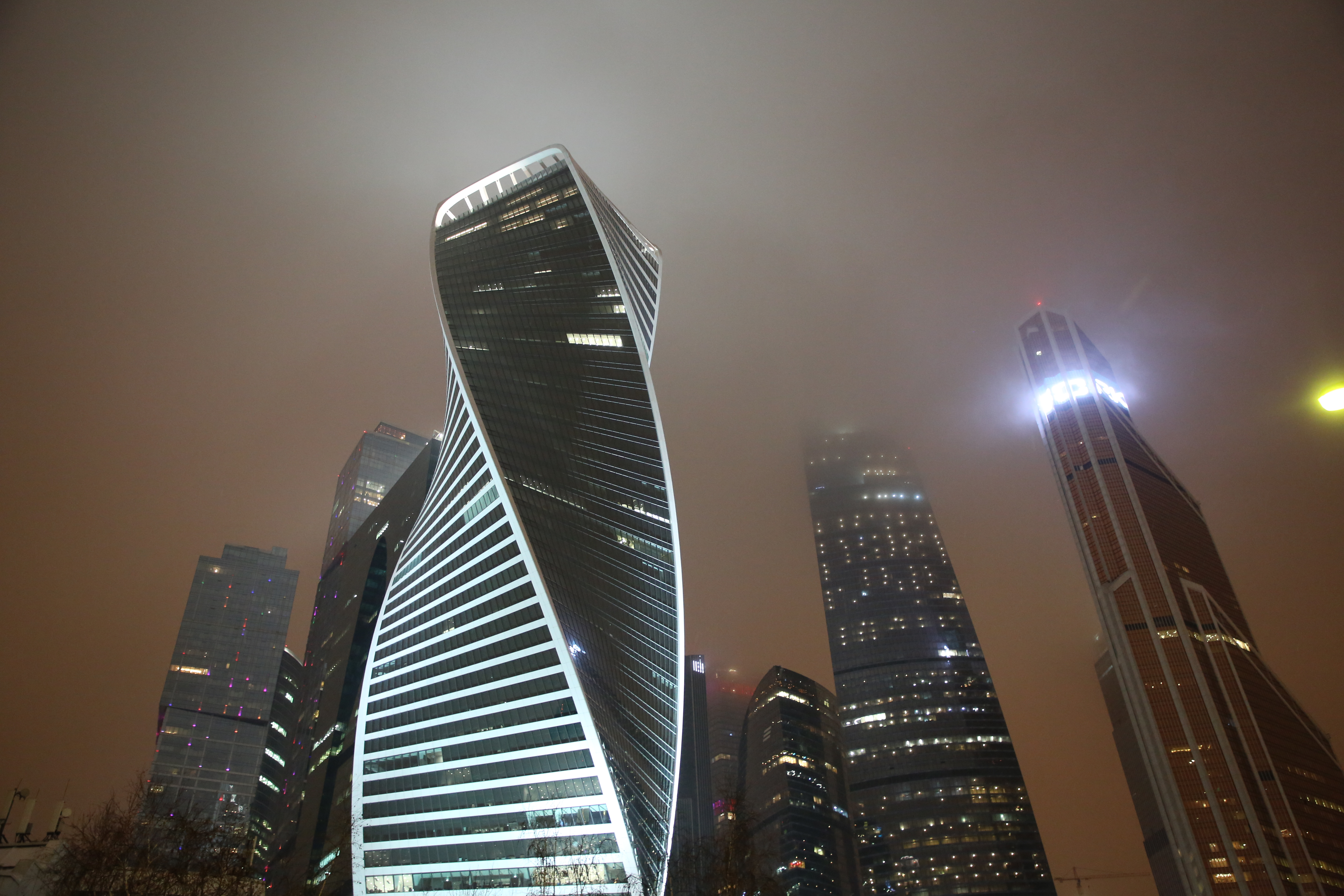
Evolution Tower en Moscú por RMJM y Philipp Nikandrov, 2014.
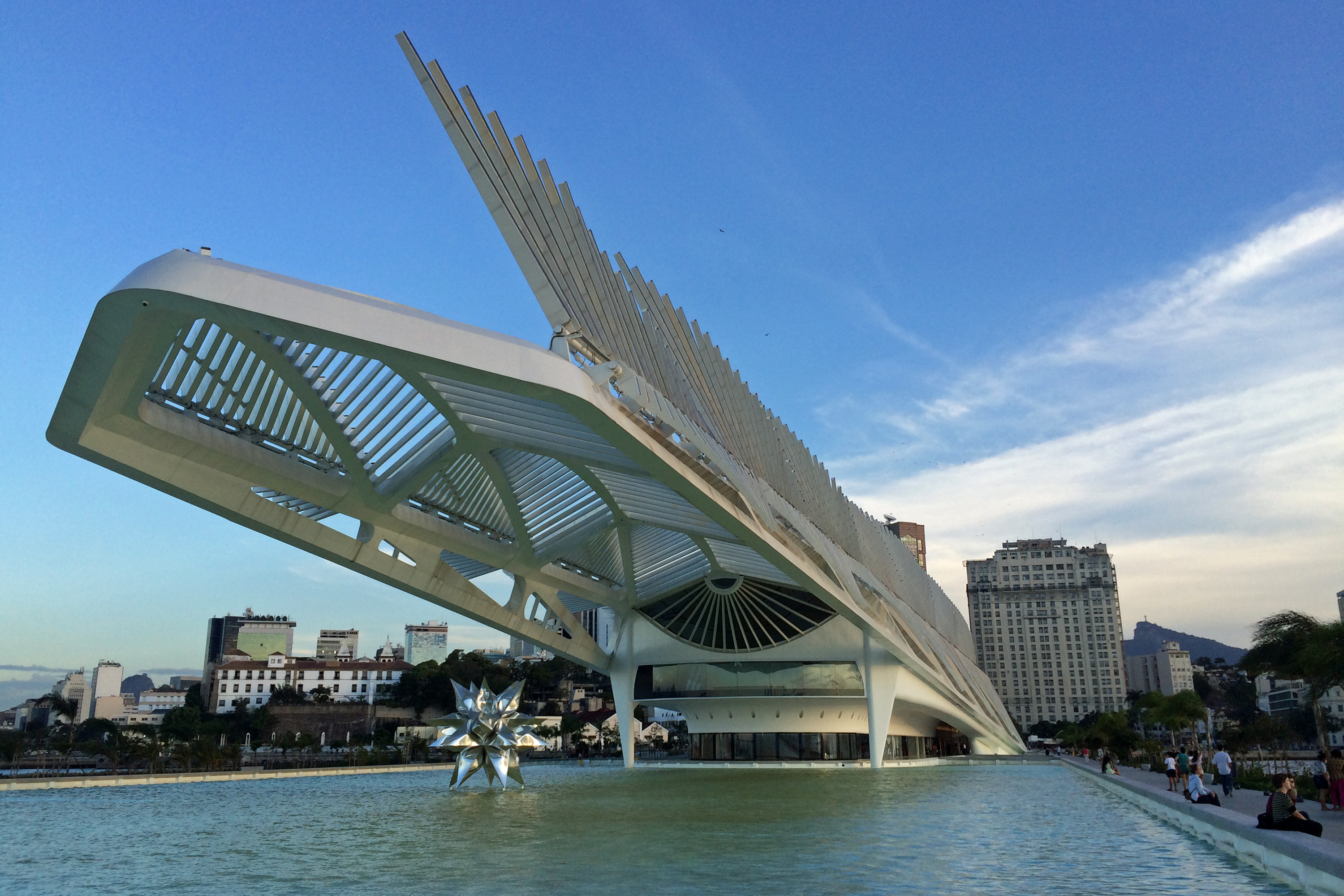
Museo del Mañana en Rio de Janeiro por Santiago Calatrava, 2015.
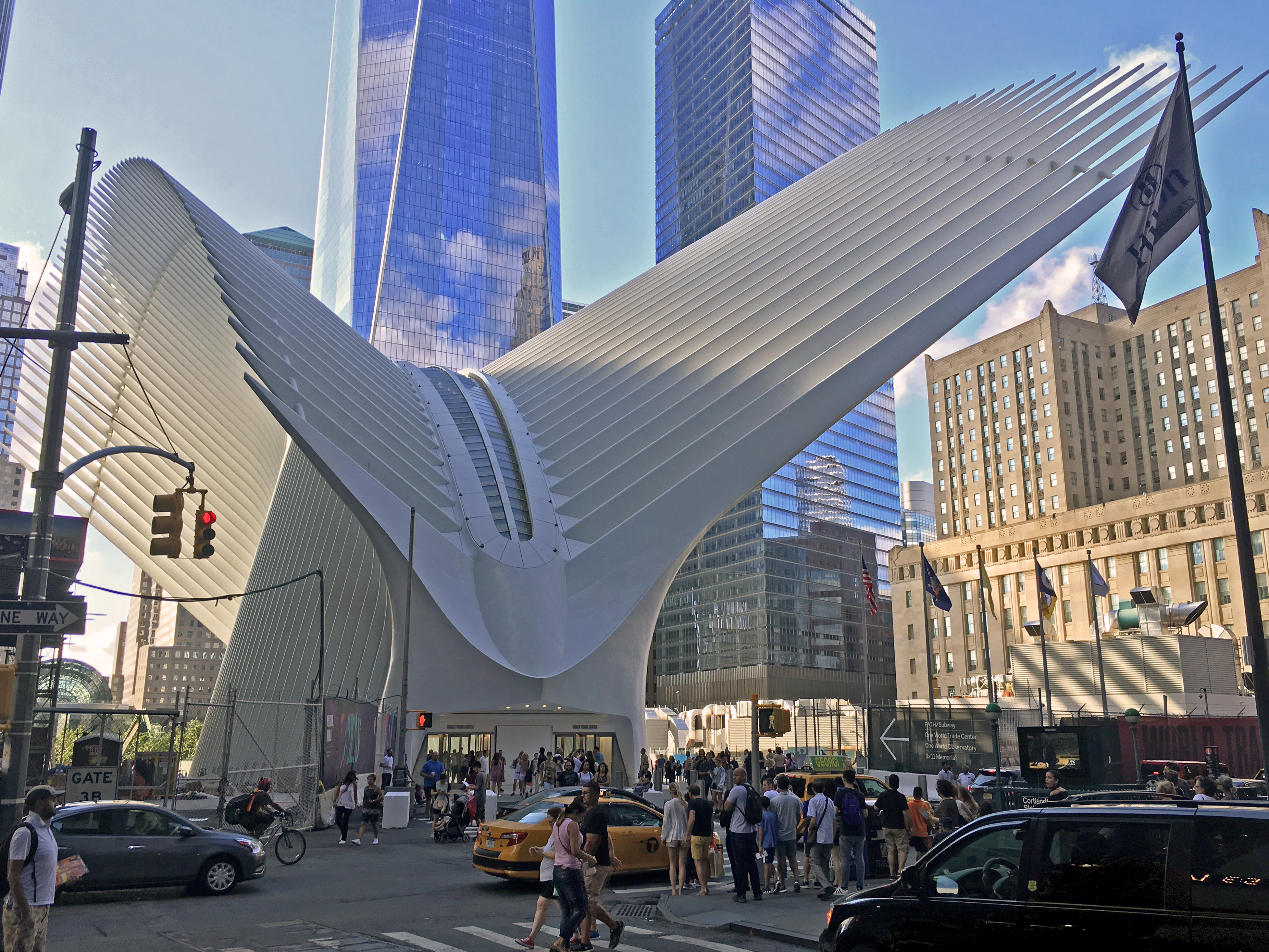
The Estación del PATH del World Trade Center en Nueva York por Santiago Calatrava, 2016.
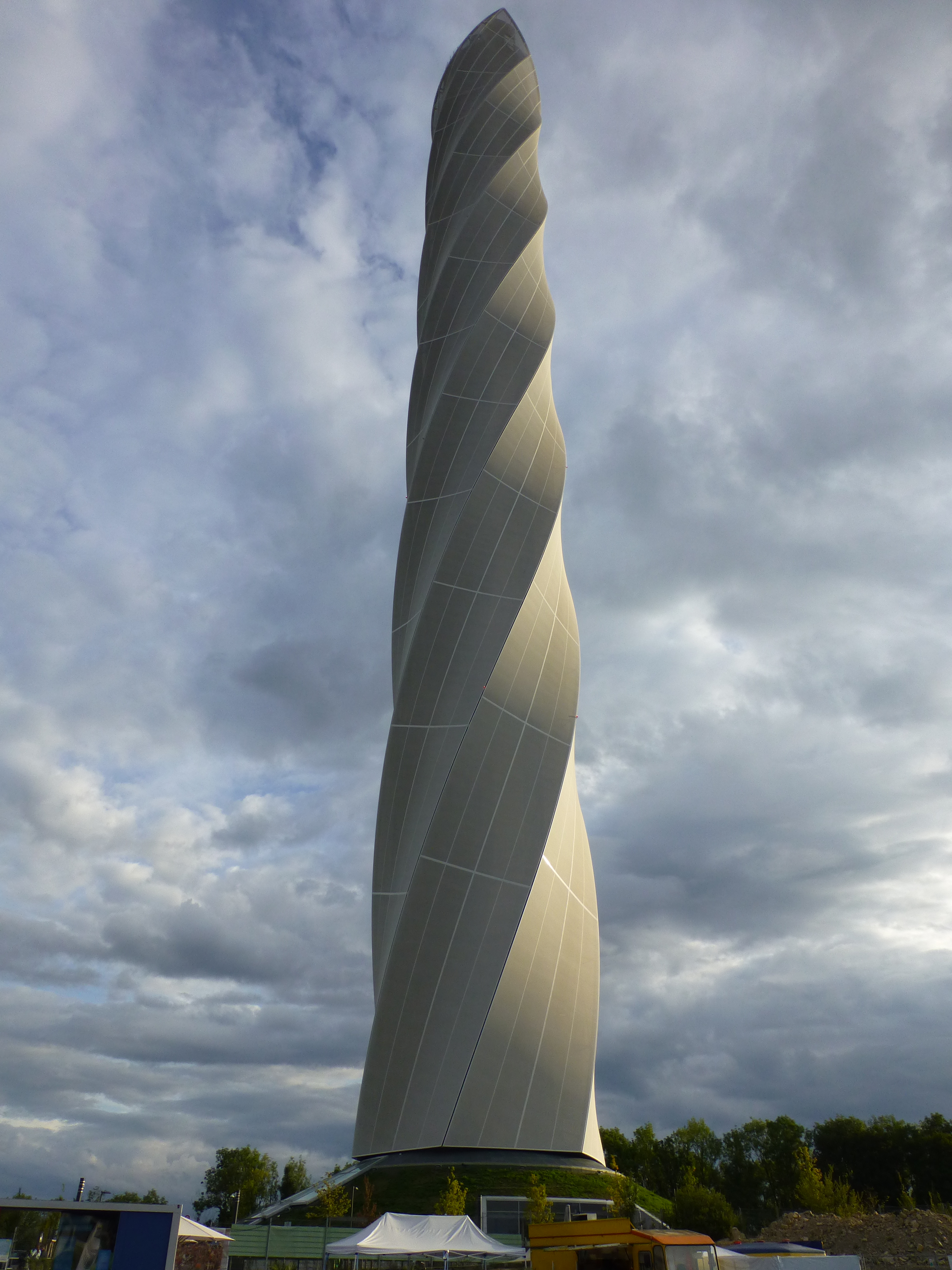
TK Elevator Test Tower en Rottweil por Werner Sobek, 2017.
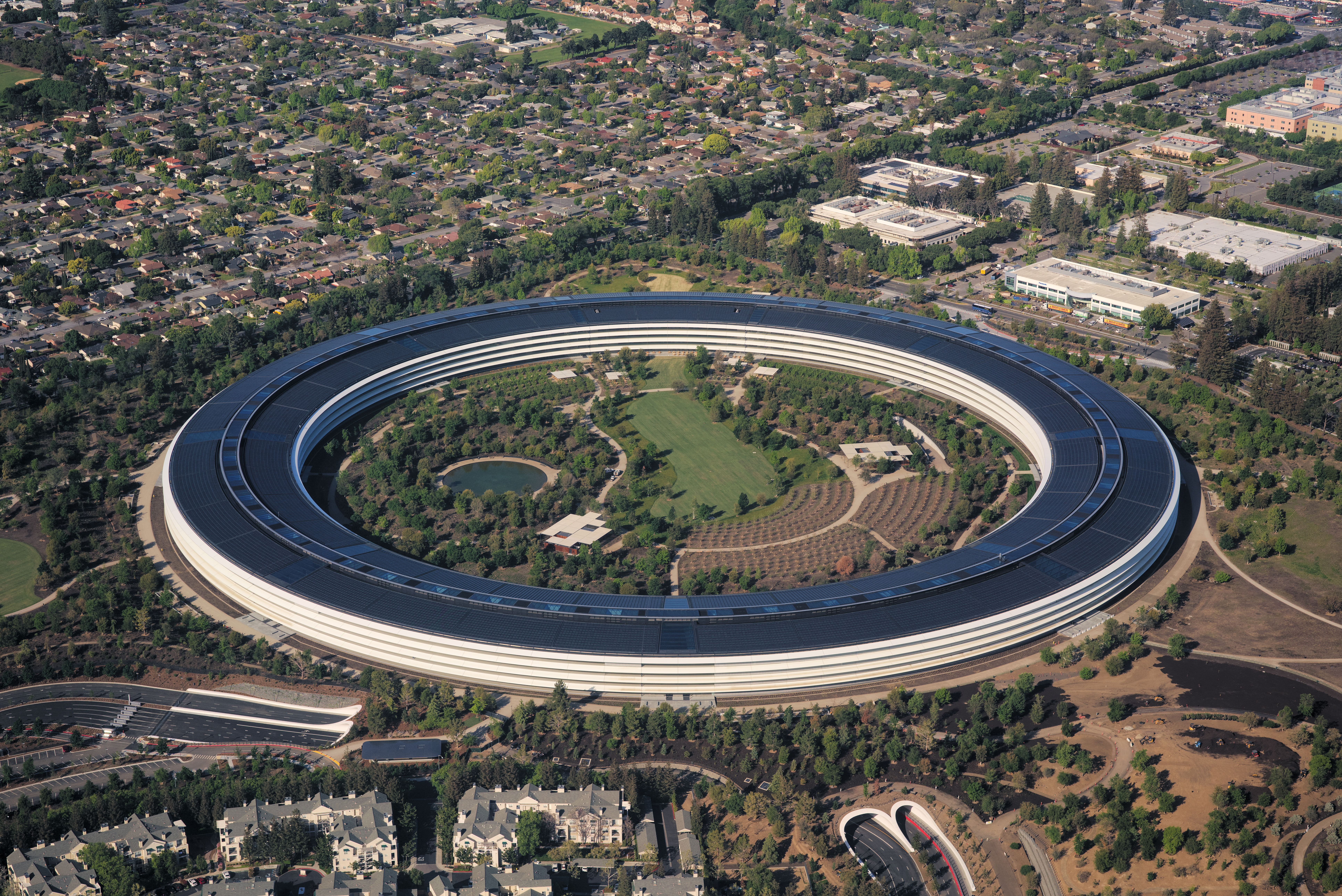
Vista aérea de Apple Park en Cupertino por Norman Foster, 2017.
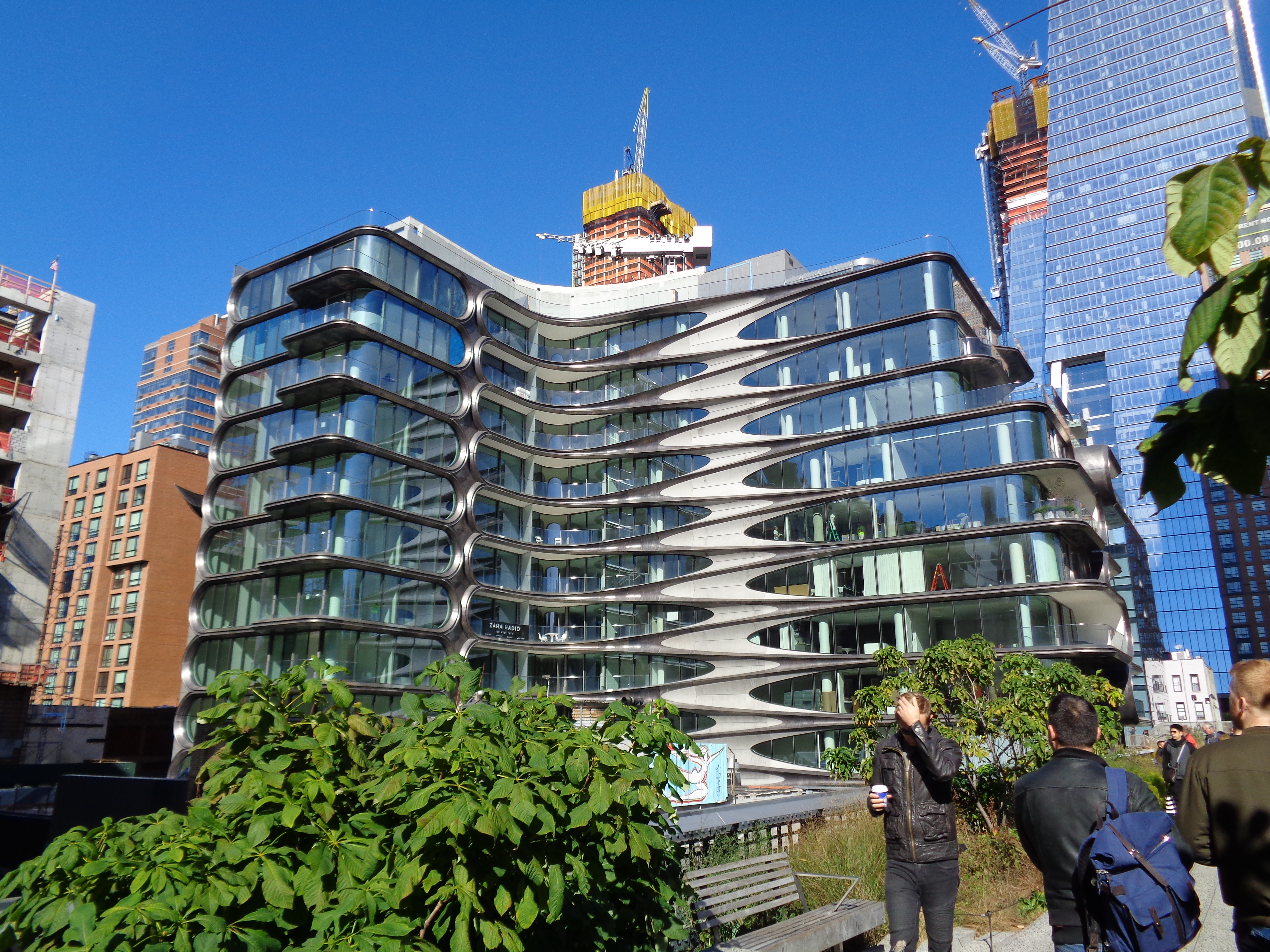
520 West 28th Street en Nueva York por Zaha Hadid, 2017.
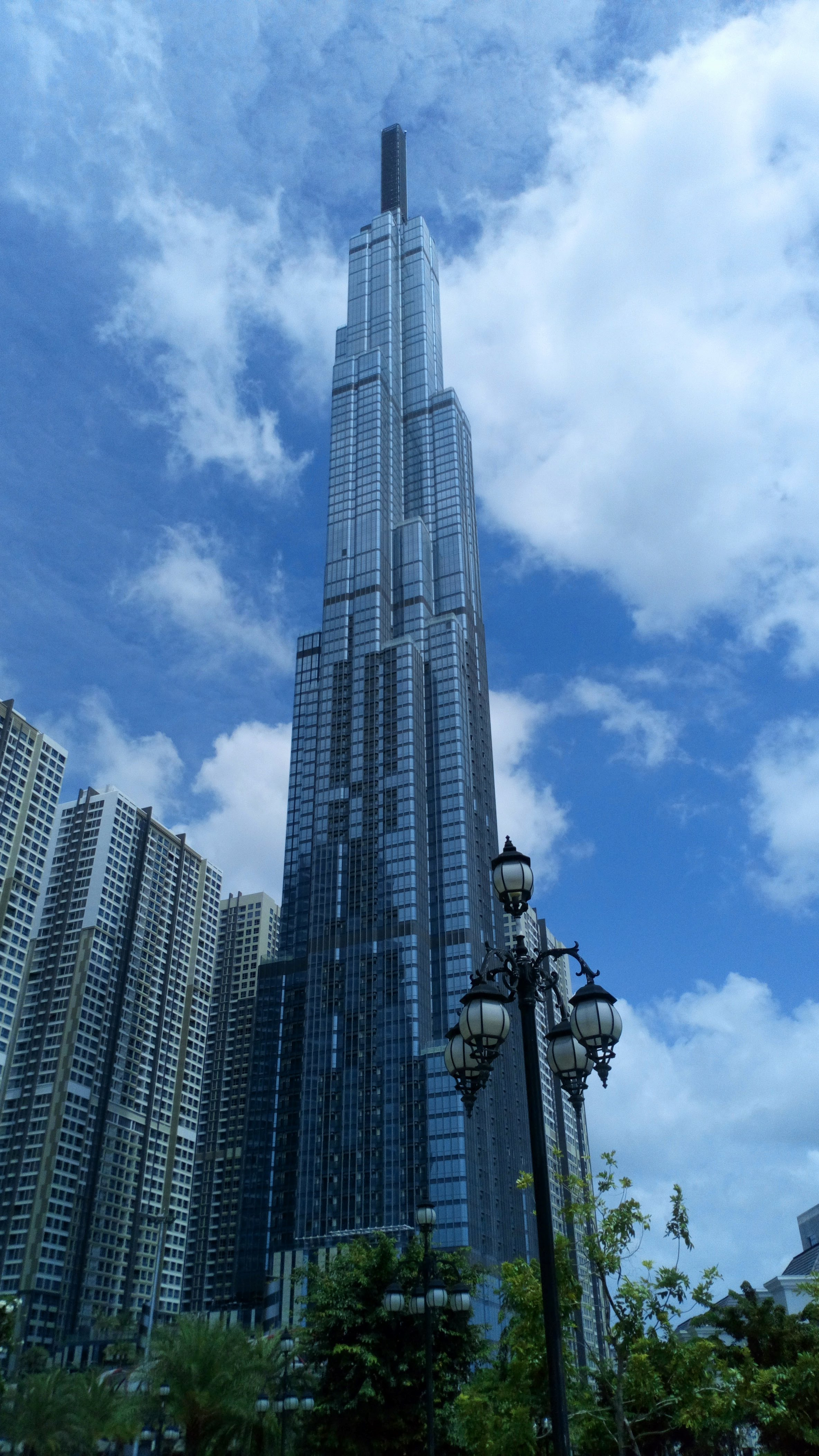
Landmark 81 en Ho Chi Minh City por Atkins, 2018.
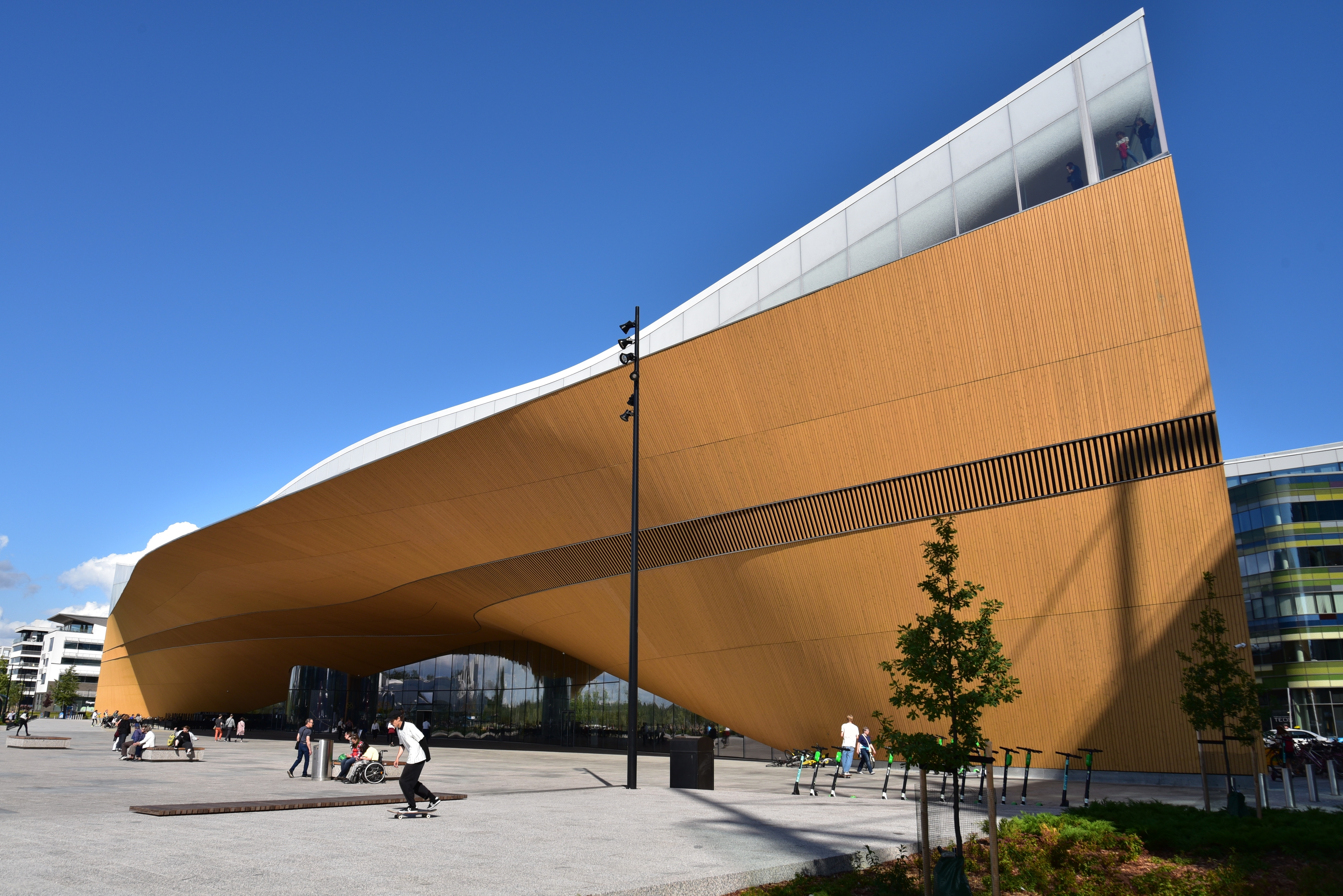
Central Library Oodi en Helsinki por Arkkitehtitoimisto ALA, 2018.
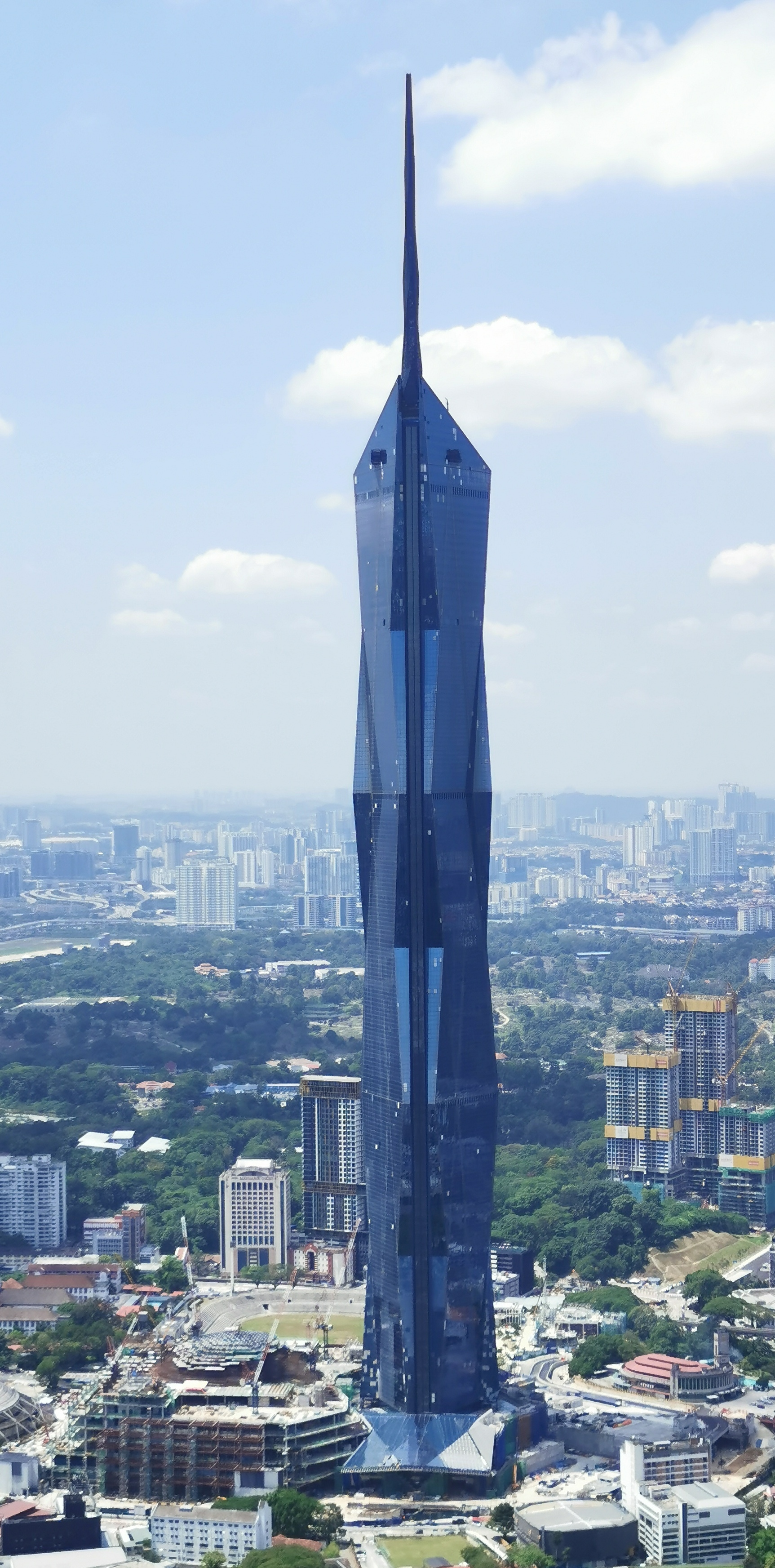
Merdeka PNB118 en Kuala Lumpur por Fender Katsalidis, 2023.
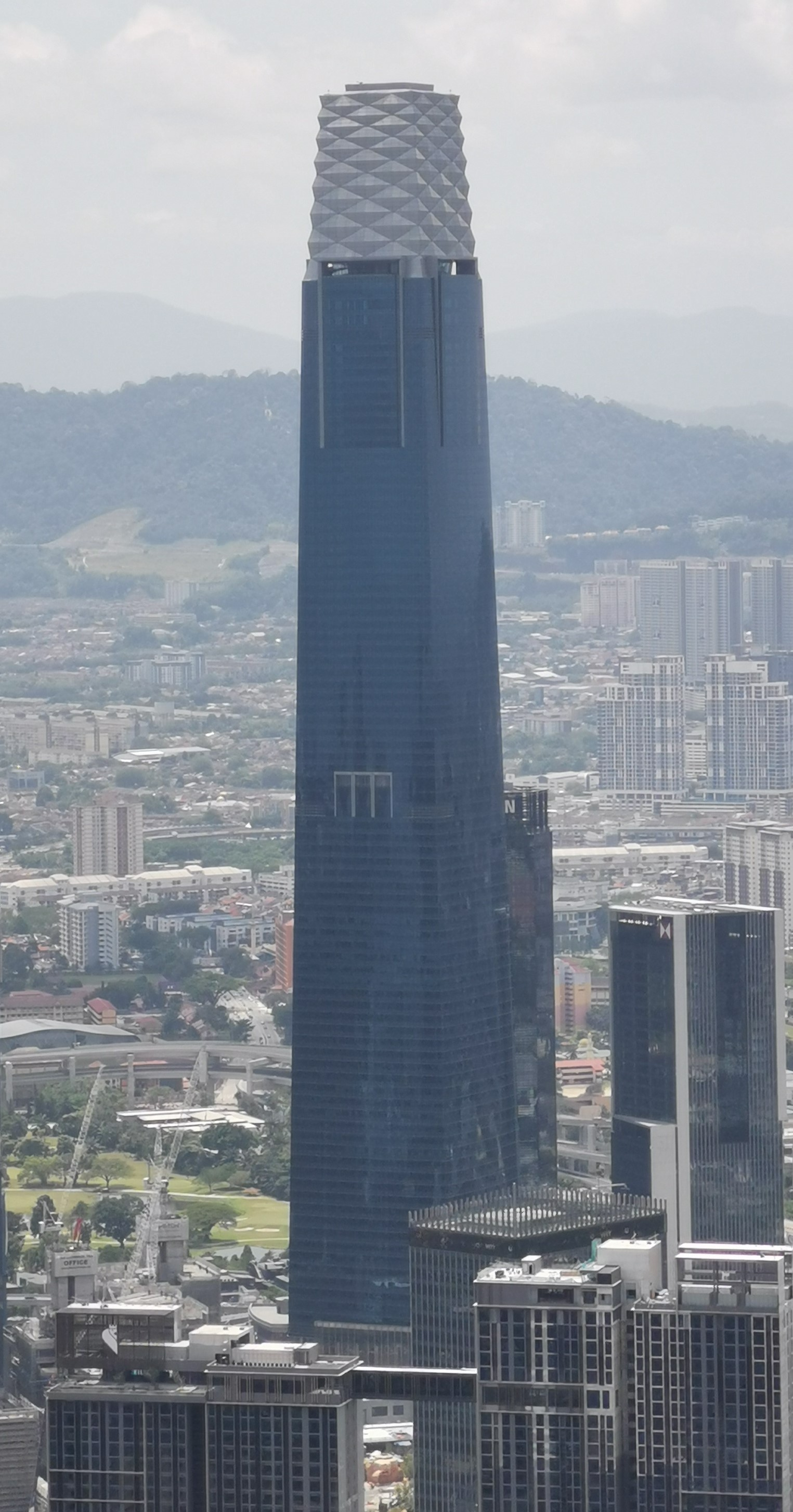
Exchange 106 Tower en Kuala Lumpur por Mulia Group Malaysia, 2019.
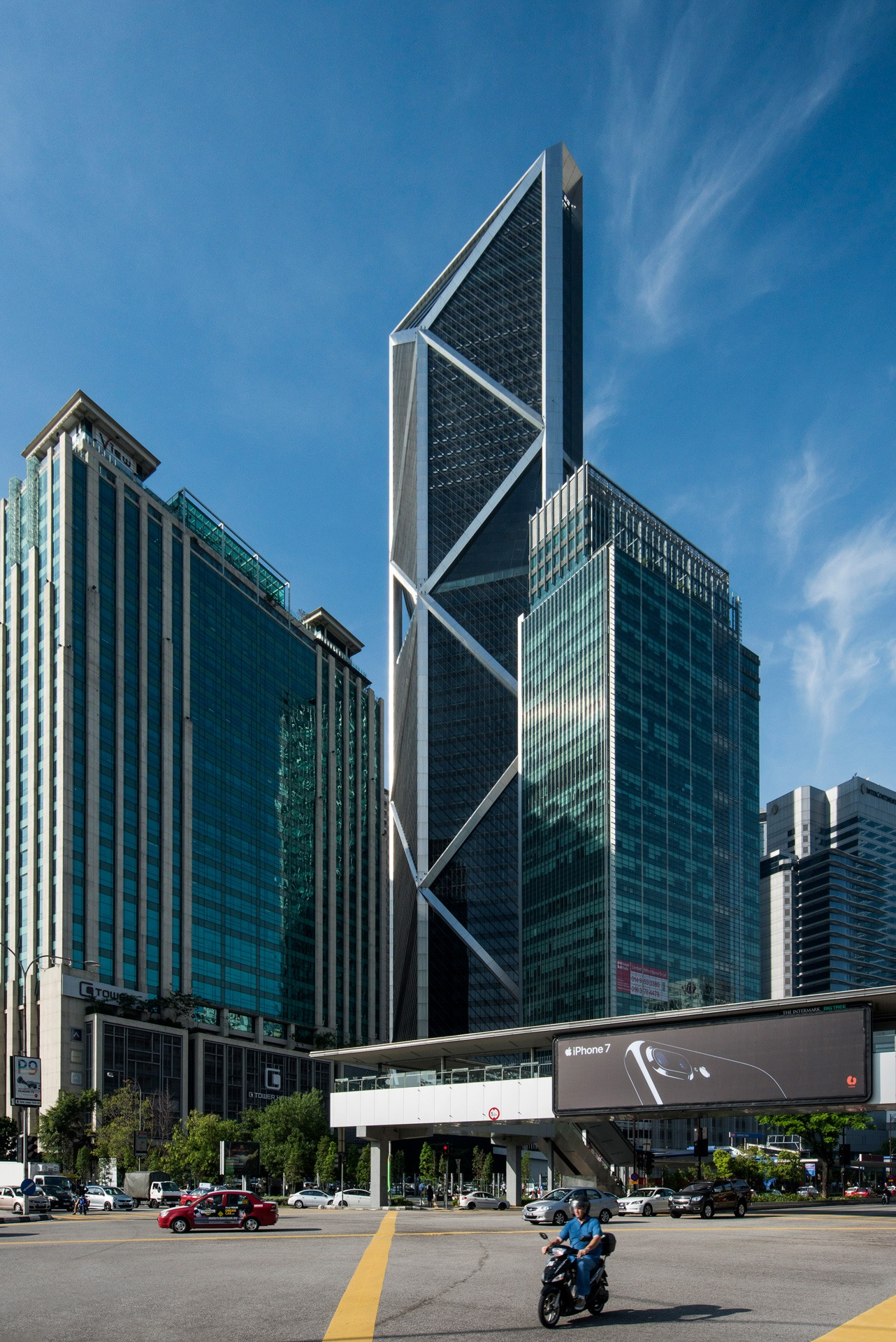
Ilham Tower en Kuala Lumpur por Foster + Partners, 2015.
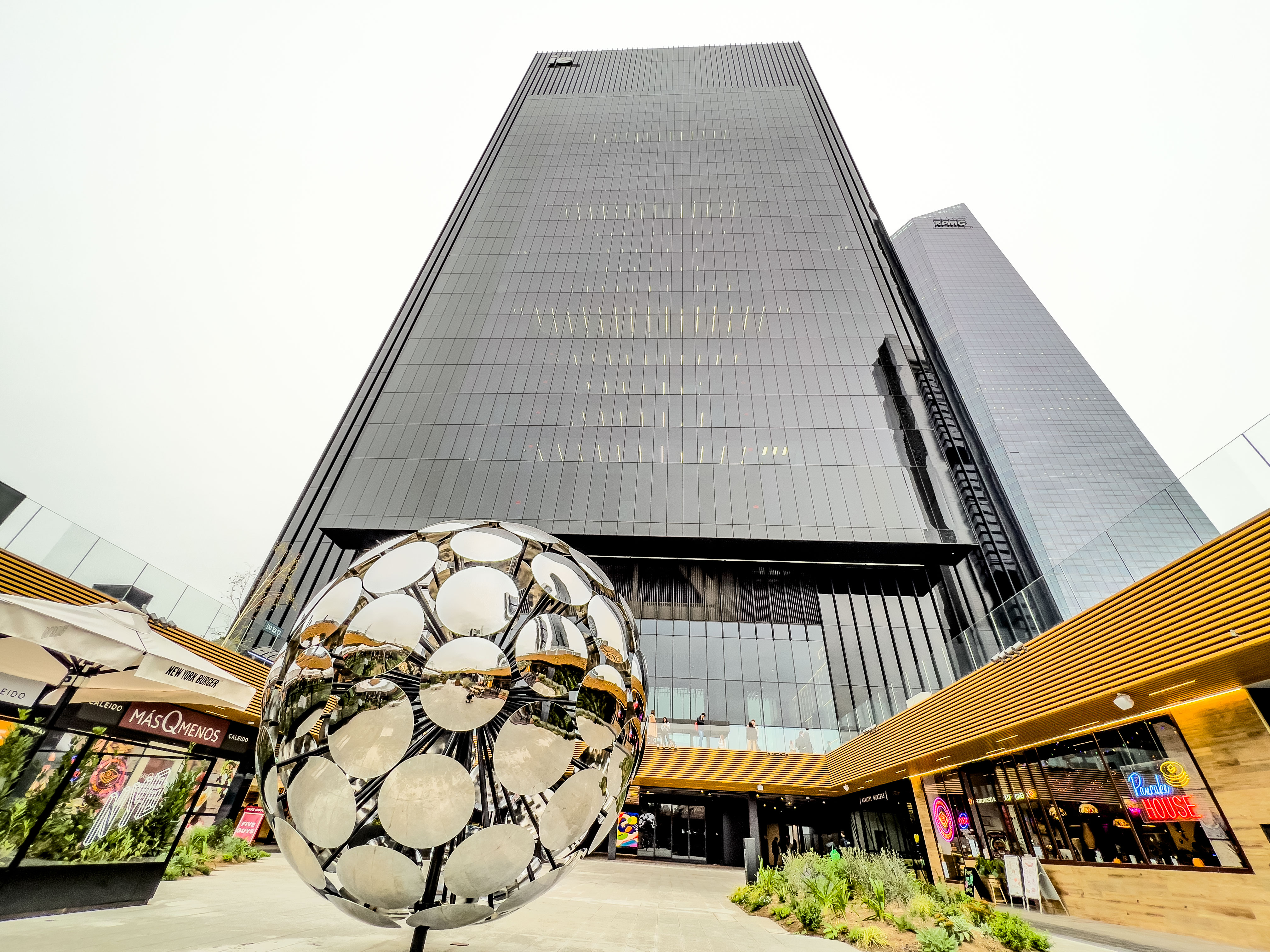
Caleido en Madrid por IE Universitiy, 2021.